# Episodi di Soko 5113 (terza stagione)
La terza stagione della serie televisiva Soko 5113 è stata trasmessa in anteprima in Germania dalla ZDF tra il 31 gennaio 1983 e il 7 marzo 1983.
| nº | Titolo originale              | Titolo italiano | Prima TV Germania | Prima TV Italia |
| -- | ----------------------------- | --------------- | ----------------- | --------------- |
| 1  | Schneetreiben                 |                 | 31 gennaio 1983   |                 |
| 2  | Die Spur führt nach Sardinien |                 | 7 febbraio 1983   |                 |
| 3  | Stoff aus der Heimat          |                 | 14 febbraio 1983  |                 |
| 4  | An die Nadel verloren         |                 | 21 febbraio 1983  |                 |
| 5  | Koks und Kakao                |                 | 28 febbraio 1983  |                 |
| 6  | Horrortrip                    |                 | 7 marzo 1983      |                 |